# Редькин, Георгий Петрович
Георгий Петрович Редькин (28.03.1892 — 24.10.1967) — подпоручик 191-го пехотного Ларго-Кагульского полка, герой Первой мировой войны, участник Белого движения.

## Биография
Сын генерала от инфантерии Петра Тимофеевича Редькинa. Имел двоих старших братьев-офицеров.
Воинскую повинность отбывал в 56-м пехотном Житомирском полку, был уволен в запас армии унтер-офицером.
С началом Первой мировой войны был призван в 191-й пехотный Ларго-Кагульский полк. Произведен в прапорщики запаса армейской пехоты 14 января 1915 года. Удостоен ордена Св. Георгия 4-й степени
За то, что 12 января 1915 года при атаке сильно укрепленной высоты 672 у д. Оженна, во главе роты, прошел под убийственным огнем двойной ряд проволочных заграждений и первый ворвался в окопы противника.
Произведен в подпоручики 9 сентября 1915 года. Был ранен, состоял в 154-й Тираспольской команде выздоравливающих.
В Гражданскую войну участвовал в Белом движении в составе Вооруженных сил Юга России и Русской армии. В 1920 году состоял в Отряде особого назначения при генерале для поручений по делам укреплений при начальнике штаба Главнокомандующего, поручик. Эвакуировался из Крыма в Котор на корабле «Истерн-Виктор».
В эмиграции в Югославии. Состоял членом Общества кавалеров ордена Св. Георгия. Был женат, имел сына. 
Умер 24-го октября 1967 года. Похоронен в городе Лейквуд, штат Нью-Джерси, США (Lakewood Township, New Jersey).  

## Награды
- Орден Святого Георгия 4-й ст. (ВП 9.09.1915)
- Орден Святой Анны 4-й ст. с надписью «за храбрость» (ВП 15.08.1916)